# Wojciech Kowalczyk
Wojciech Kowalczyk (* 14. April 1972 in Warszawa, Polen) ist ein ehemaliger polnischer Fußballspieler.

## Karriere
Er war unter anderem in Polen, Spanien und auf Zypern aktiv. Kowalczyk spielte außerdem 39-mal für die polnische Nationalmannschaft und erzielte 11 Tore. Er war auch in einigen Spielen der Kapitän der polnischen Nationalmannschaft.

## Sonstiges
Nach seiner aktiven Karriere war er Sportkommentator beim polnischen Pay-TV-Sender Polsat Sport und schrieb ein Buch („Kowal. Prawdziwa Historia“), das viele Kontroversen hervorrief.

## Erfolge
- Olympische Silbermedaille (1992)
- Polnischer Meister (1994, 1995, 2002)
- Polnischer Pokalsieger (1994)
- Polnischer Supercupsieger (1995)
- Polnischer Fußballer des Jahres (1992)
- Zypriotischer Meister (2004)
- Zypriotischer Pokalsieger (2002, 2003)
- Torschützenkönig der Zypriotischen Liga (2002)